# Henrik Smithsgatan

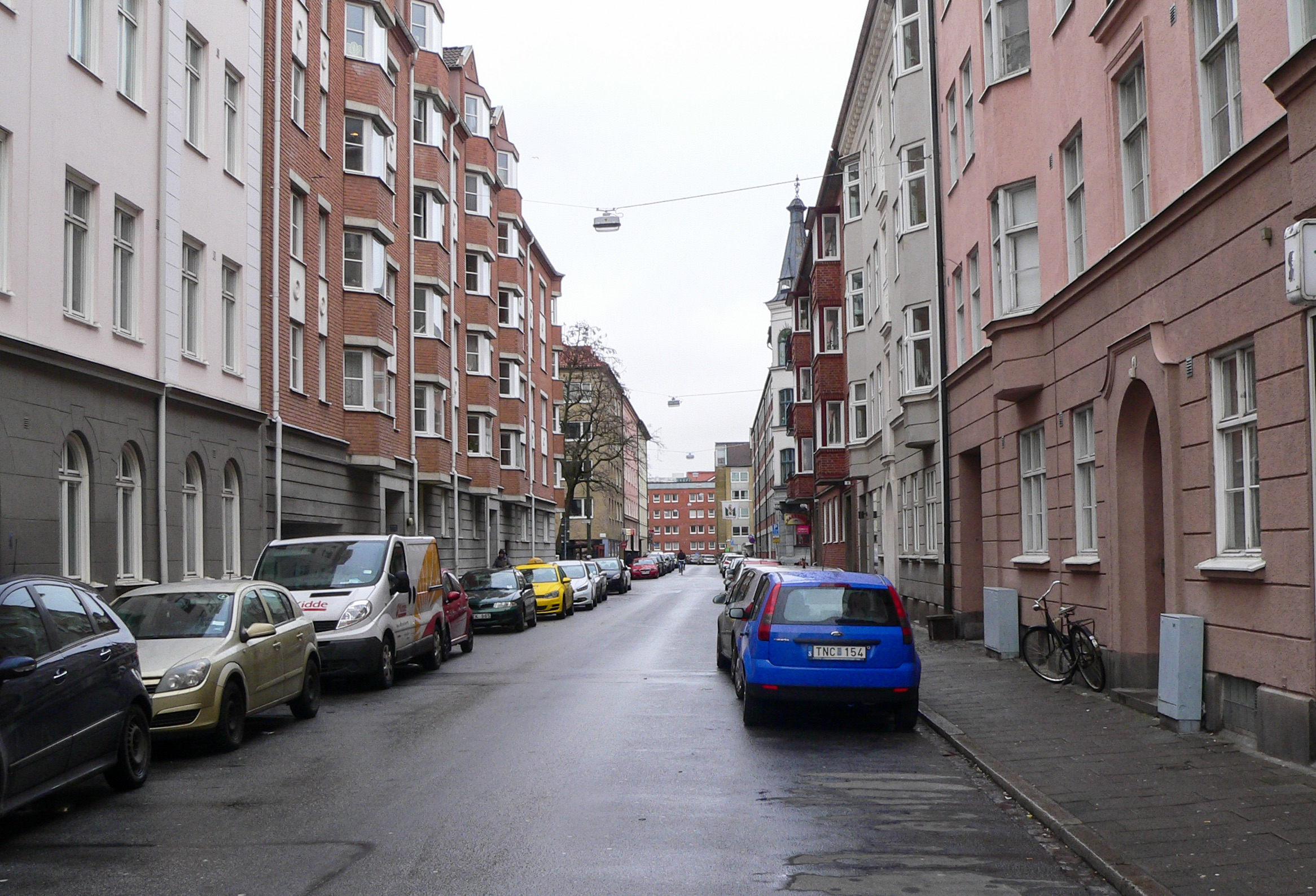
Henrik Smithsgatan mot nordost från Amiralsgatan. Trädet (en Robinia) står vid korsningen med Hantverkaregatan. Huset med flaggan på höger sida är Malmö stads serviceförvaltning och direkt bortom denna korsar Kamrergatan. Det röda huset vid gatans bortre ände står vid Disponentgatan.

Henrik Smithsgatan är en gata inom delområdet Möllevången i stadsområdet Innerstaden och delområdet Västra Sorgenfri i stadsområdet Norr i Malmö. Den sträcker sig från Bergsgatan till Disponentgatan och korsar bland annat Amiralsgatan.
Gatan finns på stadsingenjör Jöns Åbergs karta från 1882 under namnet Pålsgatan, ett namn som fastställdes 1889. Detta namn utbyttes till Henrik Smithsgatan 1904, varefter gatan förlängdes 1911. Gatan är uppkallad efter Henrik Smith (född omkring 1495 i Malmö, död där 1563), som var rådman, stadsvågmästare, medicinsk skriftställare och krönikör.